# Heusden Koers 1967
De 19e editie van de Belgische wielerwedstrijd Heusden Koers werd verreden op 17 augustus 1967. De start en finish vonden plaats in Heusden. De winnaar was Jos Huysmans, gevolgd door Leopold Van Den Neste en Rik Van Looy.

## Uitslag
| Heusden Koers 1967 |                       |                    |         |
| Plaats             | Naam                  | Ploeg              | Tijd    |
| Winnaar            | Jos Huysmans          | Mann-Grundig       | 3u38'   |
| 2                  | Leopold Van Den Neste | Flandria-De Clerck | + 1'10" |
| 3                  | Rik Van Looy          | Willem II-Gazelle  | z.t.    |

1929 · 1930-1935 · 1936 · 1937 · 1938 · 1939 · 1952 · 1953 · 1954 · 1955 · 1956 · 1957 · 1958 · 1959 · 1960 · 1961 · 1962 · 1963 · 1964 · 1965 · 1966 · 1967 · 1968 · 1969 · 1970 · 1971 · 1972 · 1973 · 1974 · 1975 · 1976 · 1977 · 1978 · 1979 · 1980 · 1981 · 1982 · 1983 · 1984 · 1985 · 1986 · 1987 · 1988 · 1989 · 1990 · 1991 · 1992 · 1993 · 1994 · 1995 · 1996 · 1997 · 1998 · 1999 · 2000 · 2001 · 2002 · 2003 · 2004 · 2005 · 2006 · 2007 · 2008 · 2009 · 2010 · 2011 · 2012 · 2013 · 2014 · 2015 · 2016 · 2017 · 2018 · 2019 · 2020 · 2021 · 2022 · 2023